# Mollisia submelaena
Mollisia submelaena är en svampart som först beskrevs av Rehm, och fick sitt nu gällande namn av Declercq 2001. Mollisia submelaena ingår i släktet Mollisia och familjen Dermateaceae.   Inga underarter finns listade i Catalogue of Life.